# Janice Stettler

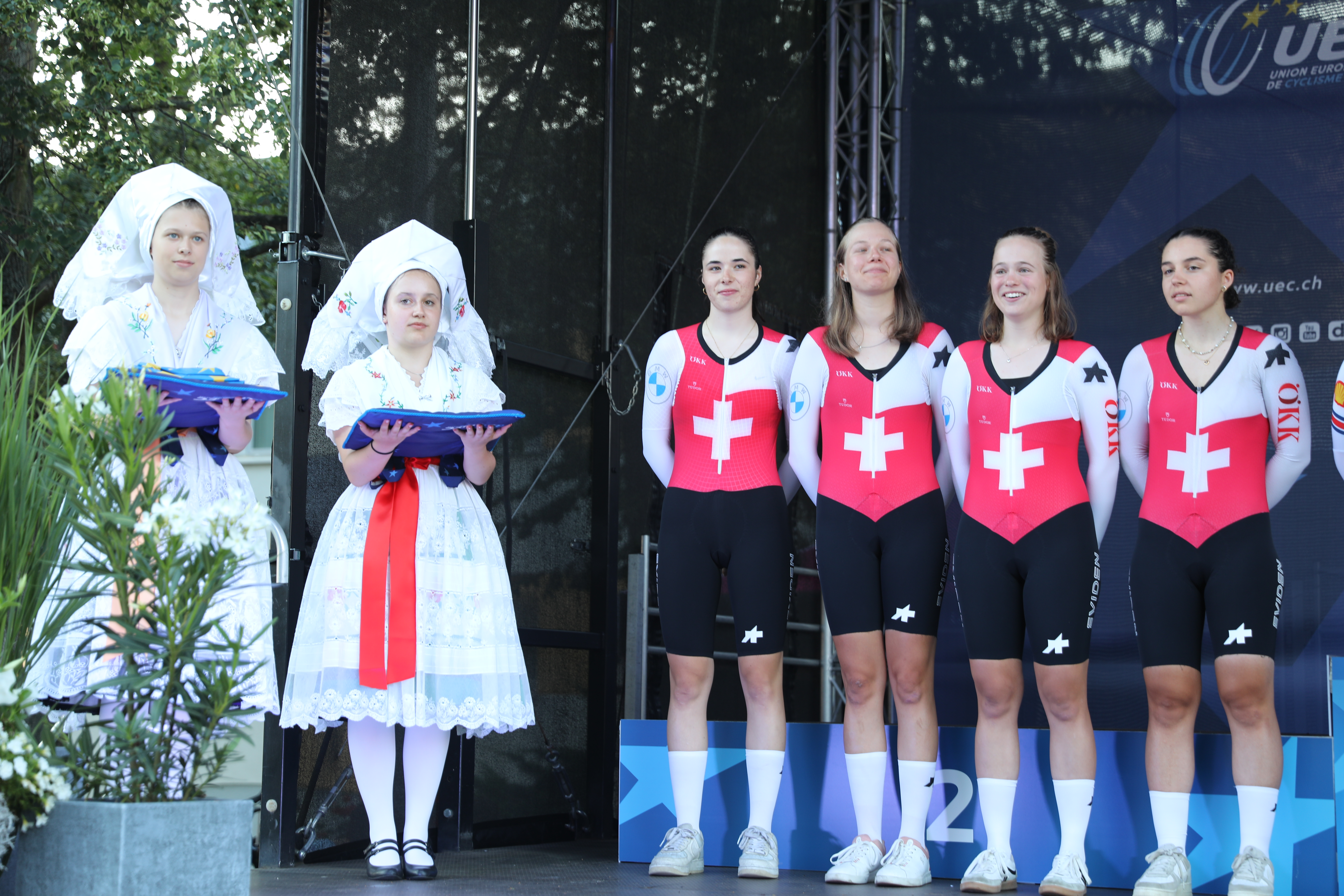
EM-Silber in der U23-Mannschaftsverfolgung 2024 (v. l. n. r.): Lorena Leu, Annika Liehner, Janice Stettler und Jasmin Liechti

Janice Stettler (* 30. Juni 2004 in Burgdorf) ist eine Schweizer Radsportlerin, die Rennen auf der Strasse und Bahnradsport bestreitet.

## Sportlicher Werdegang
2021 startete Janice Stettler im Strassenrennen der nationalen Meisterschaft der Juniorinnen und belegte Platz acht. Im Jahr darauf wurde sie Schweizer Vize-Meisterin der Juniorinnen im Einzelzeitfahren. 2024 wurde sie Zweite der Elite-Frauen bei der Berner Rundfahrt. Bei den nationalen U23-Strassenmeisterschaften wurde sie Fünfte im Strassenrennen und Sechste im Einzelzeitfahren.
Bei den U23-Bahneuropameisterschaften in Cottbus errang Stettler mit Jasmin Liechti, Annika Liehner und Lorena Leu die Silbermedaille in der Mannschaftsverfolgung. Im Oktober des Jahres wurde sie für die Bahn-Weltmeisterschaften in Kopenhagen nominiert.
Zur Saison 2025 wurde Stettler Mitglied im WCC Team.

## Erfolge

### Bahn
2024
- U23-Europameisterschaft – Mannschaftsverfolgung (mit Jasmin Liechti, Annika Liehner und Lorena Leu)